# دلدن
دلدن (به هلندی: Delden) یک منطقهٔ مسکونی در هلند است که در هوف فان‌تونته واقع شده‌است. دلدن ۷٬۴۰۰ نفر جمعیت دارد.